# جون أتكينسون (لاعب كريكت)
جون أتكينسون (10 يوليو 1968 في المملكة المتحدة - ) (بالإنجليزية: Jon Atkinson)‏ هو لاعب كريكت بريطاني. لعب مع نادي مقاطعة سومرست للكريكت ‏ ونادي جامعة كامبريدج للكريكيت ‏.